# 米德蘭帕克 (新澤西州)
米德蘭帕克（英語：Midland Park）是位於美國新澤西州伯根縣的自治市鎮。

## 人口
根據2020年美國人口普查的數據，米德蘭帕克的面積為4.09平方千米，當中陸地面積為4.07平方千米，而水域面積為0.02平方千米。當地共有人口7014人，而人口密度為每平方千米1,715人。